# أحمد بن يونس
أبو عبد الله أحمد بن عبد الله بن يونس التميمي اليربوعي الكوفي ينسب إلى جده تخفيفًا. أحد رواة الحديث النبوي.
مولده في سنة 132 هـ. سمع من: جده يونس بن عبد الله بن قيس اليربوعي، ومن ابن أبي ذئب، وسفيان الثوري، وإسرائيل بن يونس، والحسن بن صالح، وزائدة بن قدامة، وعاصم بن محمد بن زيد العمري، وعبد العزيز بن الماجشون، وزهير بن معاوية، وأبي بكر بن عياش المقرئ. كان عارفًا بحديث بلده. حدث عنه: البخاري، ومسلم بن الحجاج وهو من كبراء شيوخه، وعبد بن حميد، وأبو زرعة الرازي، وإبراهيم الحربي، ويعقوب الفسوي، وأبو حاتم الرازي، وأحمد بن يحيى الحلواني، وأبو حصين الوادعي، وإبراهيم بن شريك.
قال الفضل بن زياد: «سمعت أحمد بن حنبل وسأله رجل عمن أكتب، قال ارحل إلى أحمد بن يونس، فإنه شيخ الإسلام». قال أبو حاتم: «كان ثقة متقنا». قال أبو داود صاحب السنن: «سألت أحمد بن يونس، فقال لا تصل خلف من يقول القرآن مخلوق هؤلاء كفار». عن أحمد بن يونس قال: «قلت إذا رجعت من عند سفيان الثوري، أخذت نفسي بخير ما علمت، وإذا أتيت مالك بن مغول تحفظت من لساني، وإذا أتيت شريكًا، رجعت بعقل تام، وإذا أتيت مندل بن علي أهمتني نفسي من حسن صلاته». قال الذهبي: «من جلالة أحمد بن يونس عند البخاري أنه روى أيضا عن يوسف بن موسى عنه».

## وفاته
قال البخاري: مات في شهر ربيع الآخر سنة 227هـ.